# الثورة لن تكون متلفزة (فلم)
الثورة لن تكون متلفزة (بالأسبانية:La revolución no será transmitida) المعروف أيضا باسم (شافيز: داخل الانقلاب)، هو فلم وثائقي يعود للعام 2003 يسلط الضوء على الأحداث في فنزويلا والتي سبقت وخلال انقلاب (محاولة الانقلاب) ابريل 2002، الذي شهد عزل هوغو تشافيز من منصبه لمدة يومين. مع التركيز بوجه خاص على الدور الذي تؤديه وسائل الإعلام الخاصة في فنزويلا، يتناول الفيلم عدة حوادث رئيسية: مسيرة احتجاج وأعمال العنف اللاحقة التي هدفت للإطاحة بشافيز بالإجبار؛ تشكيل المعارضة حكومة مؤقتة ترأسها الزعيم: رجل الأعمال كارمونا بيدرو؛ وانهيار إدارة كارمونا، الذي مهد الطريق لعودة شافيز.
بارتلي و بريين تصور (تخيل) الفيلم بعد أن عاد بارتلي من توثيق أعقاب حادثة فيرغاس عام 1999 لمؤسسة خيرية أيرلندية.
الفيلم استقبله نقاد السينما السائدة إيجابيا  وحصل على عدة جوائز. المراجعين اشادوا قرب المخرجين من الأحداث الرئيسية التي لم يسبق لها مثيل، وأشادوا بالفيلم بسبب «السرد القصصي»؛ الانتقادات ركزت على افتقاره إلى السياق والتحيز إلى موالي شافيز.

## خلفية
خلال معظم القرن العشرين، كانت فنزويلا  تعاني من الاضطرابات السياسية والمدنية والعسكرية. بعد عهد طويل ل غوميز جوان فيكينت  كالرئيس المنتهية  ولايته في عام 1935، ومجموعة من الزعماء  العسكريين المتتابعين، ختمت بالإطاحة بـ ماركوس بيريز جيمينيز بانتفاضة عامة في 1958.
 ثم القائد الكولونيل في الجيش هوغو شافيز  شكل مجموعة ثورية سرية باسم (MBR-200) في أوائل الثمانينات وكانت تخطط «لتدخل متمرد (انقلاب)». في وقت لاحق شعر ان كاراكازوواس فرصة ضائعة لحركته.
شافيزعزز شعبيته فيما بين الفقراء مع سلسلة من المبادرات الاجتماعية المعروفة باسم «البعثات البوليفارية»، وإنشاء شبكة من الوحدات القاعدية لمجالس العمال باسم «Circles.Nevertheless البوليفارية»
في 11 أبريل 2002، سار مئات الآلاف من الأشخاص احتجاجا ضد الحكومة.للتخلي عن المسار المخطط له، وتقدمت المسيرة نحو القصر، في الطريق التي أخذتهم قريبا من مؤيدي الحكومة الذين قد خرجوا معارضة للاحتجاج. وكتب الصحافي Phil Gunson، «إطلاق نار اندلع في جميع الانحاء لقي مدنيين مصرعهم وتعرض أكثر من 150 لطلقات نارية. دعت القيادة العسكرية العليا شافيز للاستقالة، وفي الساعة 03:20 من صباح اليوم التالي أعلن أنه وافق على القيام بذلك. تولى الرئاسة أحد رجال الأعمال، بيدرو كارمونا، لكن انهيار حكومته في أقل من ثمان وأربعين ساعة اعاد شافيز إلى السلطة»

## ملخص
الثورة لن تكون متلفزة عرض في عام 2001 مع لقطات لشافيز كما لو أنه يزور البلاد. ويجتمع مع «الشعوب المتحمسة»، يتحدث في المسيرات، يشجب الليبرالية الجديدة والمجتمع الدولي يشن هجمات على شخصيته.
مقابلات مع المجتمعات المحلية من كلا الجانبين من جوانب الانقسام السياسي اشارت إلى الطريقة التي ينظر بها شافيز للأغنياء والفقراء. دعم هذا الأخير هدفه المعلن لإعادة توزيع الثروة النفطية للبلاد؛ الخوف من الحكم الشمولي السابق ومعارضوا شافيز اسس معهد الشيوعية. في شباط/فبراير 2002، اشتدت الحرب الإعلامية بعد أخذ شافيز السيطرة على شركة النفط الوطنية الفنزويلية.
في 11 نيسان/أبريل، يبدأ المتظاهرين المعارضين  مسيرتهم خارج المقر الرئيسي لشركة النفط الوطنية الفنزويلية في كراكاس؛ شافيز جمع أنصاره خارج القصر الرئاسي. يتم تغيير مسار الاحتجاج ليتحول إلى القصر؛ لقطات «حلقة تدريجية» والمدنيين يقتلون.

في 12 نيسان/أبريل، يظهر زعماء المعارضة على تلفزيون خاص، حيث أنهم يكشفون عن خطتهم للإطاحة بشافيز.كارمونا هو المحلف كرئيس بينما تعرض الصور للاضطرابات في الشوارع.

## الإنتاج

### التطوير
في كانون الأول/ديسمبر 1999، زار المخرج الأيرلندي المستقل كيم بارتلي فنزويلا كجزء من  فريق الاستجابة لحالات الطوارئ «القلق في العالم»، لتوثيق آثار احداث فيرغاس عام 1999 التي دمرت الكثير من ولاية فيرغاس في شمال البلاد.

### التصوير

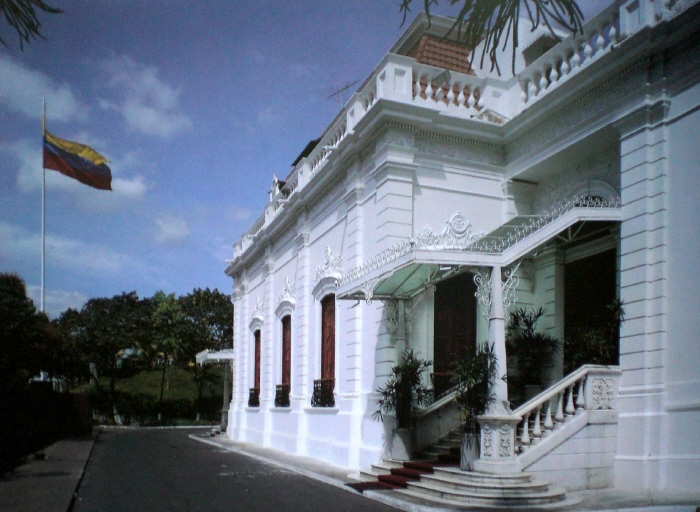
بارتلي وبراين صوروا معظم لقطاتهم خارج وداخل "بلاكيو دي ميرافلوريس" في كاراكاس

## روابط خارجية
- الثورة لن تكون متلفزة على موقع IMDb (الإنجليزية)
- الثورة لن تكون متلفزة على موقع ميتاكريتيك (الإنجليزية)
- الثورة لن تكون متلفزة على موقع روتن توميتوز (الإنجليزية)
- الثورة لن تكون متلفزة على موقع نتفليكس (الإنجليزية)
- الثورة لن تكون متلفزة على موقع Turner Classic Movies (الإنجليزية)
- الثورة لن تكون متلفزة على موقع أول موفي (الإنجليزية)
- الثورة لن تكون متلفزة على موقع بوكس أوفيس موجو (الإنجليزية)
- الثورة لن تكون متلفزة على موقع فيلمافينيتي (الإسبانية)
- الثورة لن تكون متلفزة على موقع قاعدة بيانات الفيلم (الإنجليزية)
- الثورة لن تكون متلفزة على موقع ليتربوكسد (الإنجليزية)

## روابط خارجية (إنكليزية)
- The Revolution Will Not Be Televised
- The Revolution Will Not Be Televised  at the Internet Movie Database
- The Revolution Will Not Be Televised at Rotten Tomatoes
- The Revolution Will Not Be Televised at Box Office Mojo